# Hogyan kell egymilliót lopni?
A Hogyan kell egymilliót lopni? (eredeti cím: How to Steal a Million) 1966-ban bemutatott amerikai bűnügyi filmvígjáték William Wyler rendezésében. A főbb szerepekben Peter O’Toole, Audrey Hepburn, Eli Wallach és Hugh Griffith látható. A film zenéjét John Williams szerezte.

## Cselekmény
A Bonnet gyűjtemény világhíres művekből áll, az egyetlen probléma velük, hogy mind hamis. Bonnet ugyanis műkincshamisító, a jobbik fajtából, a másolatain nem lehet észrevenni, hogy nem eredetiek. 
Charles Bonnet neves párizsi műgyűjtő híres művészek festményeit hamisítja és adja el. Leánya, Nicole állandóan attól fél, hogy apja egyszer lebukik. Egy késő esti órán Nicole a kastélyukban találkozik egy betörővel, Simon Dermot-val, akinél éppen apja hamisított Van Gogh-képe van. Nicole egy antik pisztollyal fenyegeti, amely véletlenül elsül, és enyhén megsebesíti a férfi karját. Nicole, hogy elkerülje a nyomozást, amely leleplezné apja hamisított remekműveit, nem értesíti a rendőrséget, helyette a sármos Simont elviszi egy előkelő szállodába, és drága sportkocsijával fuvarozza.
Egy fontos párizsi kiállításra Charles kölcsönadja a Kléber-Lafayette Múzeumnak a hírneves Cellini Vénusz-szobrot, amelyet valójában apja faragott. Charles soha nem adta el, mert a tudományos vizsgálat kiderítené, hogy a „millió dolláros” műtárgy hamisítvány, és akkor az egész gyűjteménye gyanúba kerülne. Charles aláírja a múzeum szokásos biztosítási kötvényét, majd megtudja, hogy az tartalmazza a beleegyezését egy törvényszéki vizsgálathoz is. De a Vénusz kiállításról való visszavonása is gyanút keltene. 
Nicole, aki kétségbeesetten meg akarja védeni az apját, felkeresi Simont, és megkéri, hogy lopja el a Vénuszt a vizsgálat előtt. Nicole nem tudja, hogy Simon valójában egy szakértő tanácsadó és nyomozó, akit a nagy műkincskiállító galériák alkalmaznak a biztonság fokozására és a hamisítványok felderítésére. Éppen Charles műgyűjteményét vizsgálta, amikor Nicole először találkozott vele és betörőnek hitte. Beleegyezik, hogy segít Nicole-nak, bár eleinte úgy véli, hogy a Vénusz-t nem lehet ellopni.
Davis Leland amerikai mágnás, lelkes műgyűjtő megszállottja lesz a Vénusz birtoklásának. Kizárólag azért találkozik Nicole-lal, hogy megvásárolja a szobrot, és azonnal beleszeret a lányba. Második találkozásukkor megkéri a kezét, de Nicole-nak a múzeumba kell sietnie a rablás miatt, ezért elfogadja a férfi gyűrűjét.
Nicole és Simon zárásig egy háztartási szereket tároló szekrényben rejtőznek el. Miután megfigyeli az őrök ellenőrzési rutinját, Simon többször is beindítja a biztonsági riasztót, míg végül a dühös őrök kikapcsolják a „hibás” rendszert. Simon észreveszi, hogy Nicole mennyire hasonlít a Vénusz-ra, mire a lány bevallja, hogy ez azért van, mert a nagyapja faragta a szobrot, és a nagyanyja volt a modell. Simon ellopja a Vénusz-t, Nicole pedig takarítónőnek álcázva magát egy vödörbe rejti. Amikor a Vénusz eltűnését felfedezik, a kialakult káoszban ők ketten elmenekülnek.
A rablást követően Leland mindenáron meg akarja szerezni a Vénusz-t. Simon rászánja magát, hogy „eladja” neki azzal a feltétellel, hogy soha senkinek nem mutatja meg, és soha többé nem lép kapcsolatba a Bonnet családdal. Simon titokban Nicole eljegyzési gyűrűjét is hozzáadja a csomaghoz.
Nicole találkozik Simonnal, hogy megünnepeljék a sikerüket. Simon elmondja, hogy a Cellini Vénusz volt az ő első rablása, felfedi valódi foglalkozását, a hamisítványok leleplezését, és szerelmet vall Nicole-nak. Ezután találkozik Charles-szal, és biztosítja őt arról, hogy a szobor biztonságban elhagyta az országot. Charles annyira megkönnyebbül, hogy csak egy pillanatra csalódik, amikor Simon közli, hogy a vételár nulla dollár volt (és mivel a szobrot soha nem hitelesítették, nincs biztosítás). Simon közli Charlesszal, hogy egyiküknek vissza kell vonulnia, és Charles beleegyezik, hogy felhagy a hamisítással.

## Szereposztás
| Szerep                      | Színész        | Magyar hangja (1. szinkron, 1975) (2. szinkron, 1982) | Magyar hangja (3. szinkron, 2001) |
| --------------------------- | -------------- | ----------------------------------------------------- | --------------------------------- |
| Nicole Bonnet               | Audrey Hepburn | Kútvölgyi Erzsébet                                    | Kiss Erika                        |
| Simon Dermott               | Peter O’Toole  | Sztankay István                                       | Kautzky Armand                    |
| Davis Leland                | Eli Wallach    | Agárdy Gábor                                          | Gruber Hugó                       |
| Charles Bonnet, Nicole apja | Hugh Griffith  | Csákányi László                                       | ?                                 |
| DeSolnay                    | Charles Boyer  | Bács Ferenc                                           | ?                                 |
| Grammont                    | Fernand Gravey | Tyll Attila                                           | ?                                 |
| Senor Paravideo             | Marcel Dalio   | Körmendi János                                        | ?                                 |
| Őrparancsnok                | Jacques Marin  | Horváth Gyula                                         | ?                                 |
| Biztosítási ügynök          | Edward Malin   | Komlós András                                         | ?                                 |
| Marcel                      | Bert Bertram   | ?                                                     | ?                                 |

## Fordítás
- Ez a szócikk részben vagy egészben  a   How to Steal a Million című angol Wikipédia-szócikk fordításán alapul.  Az eredeti cikk szerkesztőit annak laptörténete sorolja fel. Ez a jelzés csupán a megfogalmazás eredetét és a szerzői jogokat jelzi, nem szolgál a cikkben szereplő információk forrásmegjelöléseként.